# Louis de Ménoire
Louis de Ménoire, né le 11 août 1764 à Villeneuve-sur-Lot (Lot-et-Garonne), mort le 7 septembre 1820 à Villeneuve-sur-Lot (Lot-et-Garonne), est un militaire français de la Révolution et de l’Empire.

## États de service
Il entre en service le 16 août 1781, comme élève surnuméraire à l’école d’artillerie de Châlons-sur-Marne, il passe élève le 1er septembre 1782, et il en sort le 1er septembre 1784, avec le grade de lieutenant en second surnuméraire. Il est titularisé le 6 janvier 1785, au régiment d’artillerie de La Fère, et il devient lieutenant en premier le 1er avril 1791.
Il reçoit son brevet de second capitaine le 22 août 1791, et le 1er juin 1792, il est nommé capitaine commandant de la 5e compagnie du 1er régiment d’artillerie. Il fait les campagnes de 1792 à l’an IV, aux armées des Ardennes, du Nord, des Pyrénées occidentales, de l’Ouest, et des côtes de l’Océan.
Le 22 mars 1799, il passe à l’armée d’Italie, et le 26 mai, il devient chef de bataillon attaché au parc d’artillerie de campagne à Embrun. Le 11 janvier 1800, il est nommé à la sous-direction de l’artillerie à Bordeaux, et le 2 octobre 1802 il est promu colonel directeur de l’artillerie à Perpignan. Il quitte cette résidence pour Bayonne le 16 novembre 1803, et il est fait chevalier de la Légion d’honneur le 11 décembre 1803. Il est élevé au grade d’officier de l’ordre le 14 juin 1804, et nommé électeur du département de Lot-et-Garonne.
Directeur d’artillerie à Alexandrie dans le Piémont, il rejoint la Grande Armée le 26 février 1813, en qualité de directeur des parcs du 4e corps. Il est fait chevalier de l’Ordre de la Couronne de fer, au cours de cette campagne, et il est admis à la retraite le 11 décembre 1813.
Il meurt le 7 septembre 1820, à Villeneuve-sur-Lot.

## Sources
- A. Lievyns, Jean Maurice Verdot, Pierre Bégat, Fastes de la Légion-d'honneur, biographie de tous les décorés accompagnée de l'histoire législative et réglementaire de l'ordre, Tome 3, Bureau de l’administration, 1844, 529 p. (lire en ligne), p. 328.
- « Cote LH/1827/18 », base Léonore, ministère français de la Culture
- Arthur Chuquet, La jeunesse de Napoléon, Brienne, Armand Colin et Cie, éditeurs, Paris, 1898, 522 p. (lire en ligne), p. 470.
- Léon Hennet, Etat militaire de France pour l’année 1793, Siège de la société, Paris, 1903, p. 122.
- La Revue de Bourgogne, Volume 14, Partie 2, édition du raisin, Dijon, 1926, p. 684.